# Albert Lucchini
Pour les articles homonymes, voir Lucchini.
Albert Lucchini est un homme politique français né le 10 juillet 1899 à Marseille (Bouches-du-Rhône) et décédé le 17 janvier 1972 à Marseille.

## Biographie
Conseiller général en 1934, il est élu député SFIO des Bouches-du-Rhône en 1936. Il vote les pleins pouvoirs à Pétain le 10 juillet 1940 et quitte définitivement la vie politique après la Libération.

## Sources
- « Albert Lucchini », dans le Dictionnaire des parlementaires français (1889-1940), sous la direction de Jean Jolly, PUF, 1960 [détail de l’édition]